# Мвапе, Лупандо
Лупандо Мвапе (англ. Lupando Mwape; ок.  1950, Северная провинция Замбии — 21 января 2019, Йоханнесбург, ЮАР) — замбийский политический и государственный деятель, вице-президент Замбии (4 октября 2004 — сентябрь 2006), дипломат.

## Биография
Образование получил в Инженерном институте Замбии и Великобритании. Трудовую карьеру начал инженером в области электротехнических и авиационных программ, работал специалистом по техническому обслуживанию самолётов, преподавателем профессионально-технического образования.
Член левоцентристской партии «Движение за многопартийную демократию». В сентябре 2000 г. стал депутатом парламента Замбии.
С мая 2001 г. занимал пост министра связи и транспорта. Одновременно был председателем Африканского союза электросвязи (ATU). Член Национального тендерного совета Замбии (ZNTB). С 2002 по 2003 год — сопредседатель Совета министров TAZARA и его председатель.
С июня по октябрь 2004 года работал министром Северной провинции Замбии.
С октября 2004 по сентябрь 2006 года занимал пост вице-президента Республики Замбия.
В 2007–2009 годах —  посол Замбии в КНР. Одновременно представлял страну в КНДР, Королевстве Таиланд, Королевстве Камбоджа, Монголии, Лаосской Народно-Демократической Республике, Вьетнаме, Пакистане и Афганистане.
Скончался от тяжёлой болезни в медицинском центре в ЮАР, где проходил специализированное лечение.